# Qareh
Qareh Khawoserre fue posiblemente un rey de la XIV dinastía cananea de Egipto, que reinó sobre el delta del Nilo oriental desde Avaris durante el Segundo periodo intermedio. Se cree que su reinado duró unos 10 años, desde 1748 a. C. hasta 1738 a . C. o más tarde, alrededor de 1750 a. C. Alternativamente, Qareh podría haber sido un vasallo posterior de los reyes hicsos de la XV Dinastía y luego sería clasificado como rey de la XVI Dinastía.
El nombre de Qareh es semítico occidental y significa "el calvo". Su existencia solo está atestiguada por treinta sellos reales inscritos con su nombre, de los cuales solo uno tiene una procedencia conocida: Jericó en Canaán. El nombre de Qareh se malinterpretó anteriormente como Qar, Qur y Qal.
El egiptólogo Kim Ryholt equipara a Qareh con el prenomen Khawoserre, que también solo se atestigua a través de sellos de escarabajo. La posición cronológica de Qareh es incierta, con Ryholt y Darrell Baker colocándolo como el tercer rey de la XIV Dinastía según el estilo de sus sellos. Por otro lado, Thomas Schneider y Jürgen von Beckerath lo ven como un gobernante de la Dinastía XVI. Alternativamente, James Peter Allen propone que fue un gobernante hicso de principios de la XV Dinastía.